# Stefan Bethäuser
Stefan Bethäuser (* 21. Dezember 1963) ist ein ehemaliger deutscher Fußballspieler.

## Karriere
Stefan Bethäuser spielte Fußball in der Amateurmannschaft der Stuttgarter Kickers. Am  9. Juni 1985 kam er zu seinem einzigen Einsatz im Profifußball, als er beim Heimspiel der Stuttgarter Kickers gegen den SSV Ulm 1846 für Bernd Schindler eingewechselt wurde.
Bethäusers Söhne spielen ebenfalls in der Jugend der Stuttgarter Kickers.